# Struszia epsteini
Struszia epsteini (лат.) — вид трилобитов рода Struszia из отряда Phacopida, живших во времена силурийского периода (Wenlock — Ludlow Epoch, Cape Phillips Formation, около 430 млн лет; острова Бейлли-Гамильтон и Корнуоллис, Канадский Арктический архипелаг, Нунавут, Канада). Назван в честь музыкального продюсера Брайана Эпстайна, в 1962—1967 годах работавшего с группой The Beatles.

## Описание
Глабель короткая, передний край почти равномерно дугообразный в плане; ii-O отсутствует; пять ада̀ксиальных неподвижных бугорков; L1 в виде сглаженного, округлого или каплевидного узла; L2 относительно небольшой, поперечно-субэллиптический, с почти неразличимым дорсальным II-2; вентральный край либригены сильно извилистый; два вентрально выступающих бугорка на вентральном крае либригены около соединительного шва; гипостомальные ринхосы исключительно длинные, далеко выступают вперёд от гипостомального шва, у некоторых экземпляров не имеют очевидной сужения; пигидий широкий относительно длины, низкий, со 101 или 102 плевральными кольцами, 12—14 осевыми кольцами и узкой двойной вырезкой. Ростральная пластина умеренно широкая, субтрапециальная, с несколькими бугорками; соединительные швы расходятся к передней борозде, субпараллельные вентрально; передняя борозда неглубокая на либригене и ростральной пластине.

## Классификация
Вид впервые описали в 1997 году палеонтологи Джонатан Эдрэн (Музей естественной истории, Лондон, Великобритания) и Грегори Эджкомб (Австралийский музей, Сидней, Австралия) в составе номинативного подрода Struszia s.str. рода Struszia семейства †Encrinuridae из отряда факопиды.